# Larviksfjorden
Larviksfjorden er en 7 km lang fjord i Vestfold og Telemark i Norge. Den strækker sig fra linjen Stavernodden fyr – Malmøya ind til Larvik med Batteristranden helt inderst. Viksfjorden er en 8 km lang sidefjord. Langs fjordens vestre kant går den 5 km lange tursti «Fjordstien».
Geologisk set er søen Farrisvannet en fortsættelse af Larviksfjorden. Søen ligger 22 moh og er omkring 20 km lang. Farriseidet er en del af en moræne, fra sidste istid som har opdæmmet vandet.
Lågen har sit udløb i Larviksfjorden. Den var tidligere en vigtig tømmerflådningselv og udskibning og produktion af trælast har været et vigtig erhverv i områderne rundt om Larviksfjorden, som f.eks Agnes.
Farriselven er 900 meter lang og løber ud i Larviksfjorden. Elven og fjorden var vigtige forudsætninger da det første savværk blev anlagt i 1539.
Både i sejlskibstiden og da de første dampbåde kom var fjordens ydre dele vigtige. Omkring 1750 blev der anlagt flådestation i Stavern. Norges første dampskib anløb Stavern fra 1827. I dag har Larvik daglig rutebådsforbindelser med Hirtshals i Danmark.
Langs fjorden er der en række fine badepladser og sandstrande blandt andet Hvittensand, Karistranden, Batteristranden, Rødbergstranden og Lillevikstranden. Det findes også flere gode fortøjningspladser for fritidsbåder.